# 急性戒断综合征
急性戒断综合征（英語：post acute withdrawal syndrome，缩写PAWS）是指长期服用乙醇、苯二氮䓬类药物、抗抑郁药等物质之后停止服用发生的一系列综合征。但由于很少有相关的研究，所以DSM当中不包含该疾病。

## 症状和体征
常见症状有：
- 人际交往能力受损
- 抑郁
- 悲观
- 睡眠障碍
- 身体协调问题
- 焦虑